# Testimone del tempo
Testimone del tempo è il terzo album solista del cantante italiano Red Canzian, il primo dopo lo scioglimento dei Pooh, pubblicato il 16 febbraio 2018, a quasi quattro anni di distanza dal precedente. L'album contiene dodici brani inediti e una nuova versione del brano Tutto si illumina, già presente nel precedente album, ma qui riarrangiata in una versione più lenta.
Con il brano Ognuno ha il suo racconto l'artista ha partecipato al Festival di Sanremo 2018, classificandosi al 15º posto finale.

## Tracce
1. Ognuno ha il suo racconto – 3:59 (Bruno Canzian, Miki Porru)
2. Cosa abbiamo fatto mai – 3:56 (Bruno Canzian, Miki Porru)
3. La notte è un'alba – 4:27 (Bruno Canzian, Ermal Meta, Philipp Mersa)
4. Reviens moi – 4:08 (busbee, A. James, A. Williams, Fabio Ilacqua)
5. Meravigliami ancora – 3:54 (D.J. Ford, E. Ruggeri)
6. Da sempre – 3:59 (Bruno Canzian, Ermal Meta, P. Mersa)
7. L'impossibile – 3:53 (Bruno Canzian, Miki Porru)
8. Quello che sai di me (feat. Chiara Canzian) – 3:44 (Bruno Canzian, V. Incenzo)
9. Per cercare di capir le donne – 4:02 (Bruno Canzian, Enrico Ruggeri)
10. Presto, tardi, forse, mai – 3:33 (Bruno Canzian, Gabriele Cannarozzo)
11. Eterni per un attimo (feat. Aldo Tagliapietra) – 3:45 (Bruno Canzian, Fabio Ilacqua)
12. Tutto si illumina – 4:59 (Bruno Canzian, Ivano Fossati)
13. Cantico (feat. Chiara Canzian) – 8:10 (Bruno Canzian, Renato Fiacchini, Vincenzo Incenzo, P. Mersa)

## Formazione
- Red Canzian – voce, basso
- Alberto Milani – chitarra elettrica, EBow, chitarra classica
- Will Medini – tastiera, cori, programmazione, pianoforte
- Gabriele Cannarozzo – sintetizzatore
- Davide Tagliapietra – chitarra acustica
- Phil Mer – batteria, programmazione, percussioni, tastiera
- Luca Scarpa – organo Hammond
- Daniel Bestonzo – tastiera, pianoforte
- Aldo Tagliapietra – sitar
- Quartetto Archimia – violino, viola, violoncello
- Riccardo "Jeeba" Gibertini – tromba, trombone
- Marco Zaghi – sax, flauto
- Chiara Canzian, Giancarlo Genise, Antonio Nappo – cori

## Classifiche
| Classifica (2018) | Posizione massima |
| ----------------- | ----------------- |
| Italia            | 10                |